# Ань Дэхай
Ань Дэха́й (кит. упр. 安德海; ок. 1837, 1842 или 1844 — 12 сентября 1869) — китайский политический деятель, главный евнух при дворе императрицы Цыси. Был казнён в результате, как считается, борьбы за власть между вдовствующей императрицей и аристократом Айсиньгёро Исинем
Был родом из провинции Чжили (ныне Хэбэй). Был кастрирован и попал во дворец в раннем детстве. С 1851 года участвовал в выборе жён и наложниц для императорского гарема. По некоторым сведениям, во время борьбы за власть после смерти Айсиньгёро Ичжу, когда началась борьба за власть, организовал втайне от регентов встречу Исиня и Исюаня в Жэхэ, в результате чего затем произошёл успешный дворцовый переворот. В 1860 году он стал доверенным лицом императрицы Цыси, которая поручила ему организацию дворцовых развлечений, а в 1861 году получил должность главного евнуха. 
Обострение отношений между Цыси и Исинем повлияло и на отношение евнуха к последнему. Он начал относиться к нему с презрением, нарушая в его присутствии придворный этикет. Используя своё влияние, Ань Дэхай заставил Исиня подарить ему кольцо с драгоценностями. После этого, несмотря на просьбу Цыси не делать этого, он похвалил его в присутствии Исиня. Это унижение заставило последнего искать мести.
В 1869 году вдовствующая императрица, желая защитить своего протеже, отправила его в командировку на императорскую текстильную фабрику в Нанкине, чтобы выбрать там для неё шёлковые ткани. Это было открытым нарушением правил придворного этикета, согласно которым дворцовым евнухам нельзя было самовольно покидать столицу под страхом смерти — такое правило было введено для того, чтобы не позволить им получить слишком много власти. Во время этой поездки он путешествовал по Великому каналу на двух больших судах, ведя себя так, словно был императорским посланником (использовал флаг с изображением трёхногой вороны — один из двенадцати символов императорской власти). Когда Дэхай и его окружение достигли провинции Шаньдун, губернатор Дин Баочжэнь, бывший врагом Аня, так как тот когда-то заставил его выплатить 10 тысяч лянов, сообщил в Запретный город о нарушении евнухом запрета на покидание столицы и поведении Аня. Большой совет во главе с Исинем, который ненавидел Аня, издал указ, предписывающий арестовать, а затем казнить евнуха. Вдовствующая императрица Цыань поддержала это решение, стремясь устранить ненавистного ей евнуха, а вдовствующая императрица Цыси, поддерживавшая Дэхая ранее, не вступилась за него. По некоторым данным, она посещала спектакль пекинской оперы в то время, когда было принято решение о казни, и просила её не беспокоить. В результате Ань Дэхай и шесть других евнухов из его окружения были обезглавлены в Цзинане под руководством Баочжэня. Остальные члены свиты Ань Дэхая были рабами и отправились в изгнание в провинции Хэйлунцзян на крайнем северо-востоке Цинской империи. Ань Дэхай был похоронен на кладбище для нищих.